# Janovský rybník
Janovský rybník je rybník o rozloze vodní plochy 2,78 ha nalézající se na Dobranovském potoce na severním okraji obce Janov, místní části města Nový Bor v okrese Česká Lípa u silnice III. třídy č. 26850 spojující Janov s obcí Chotovice. 
Rybník je nyní využíván pro chov ryb.

## Galerie

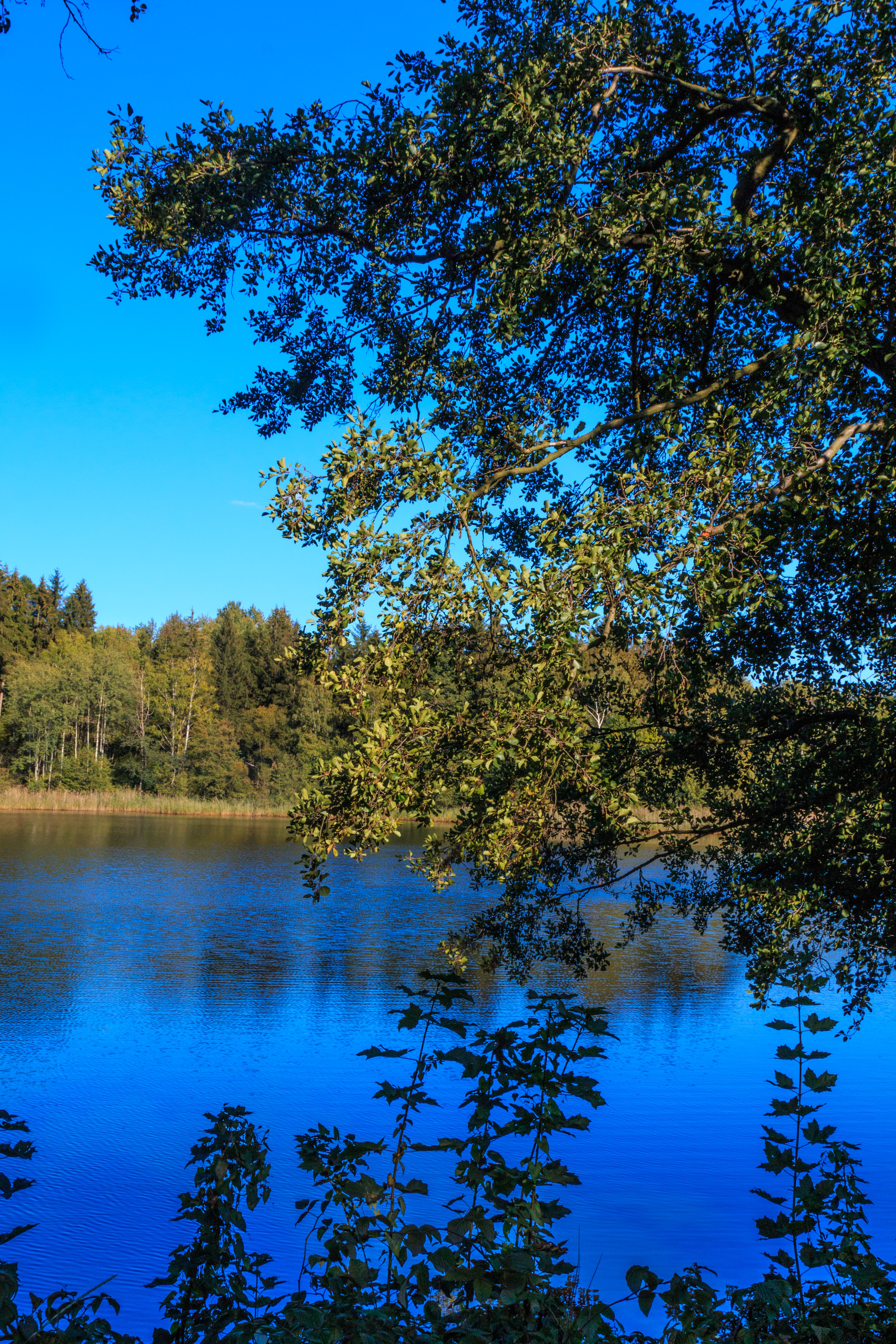
pohled na Janovský rybník
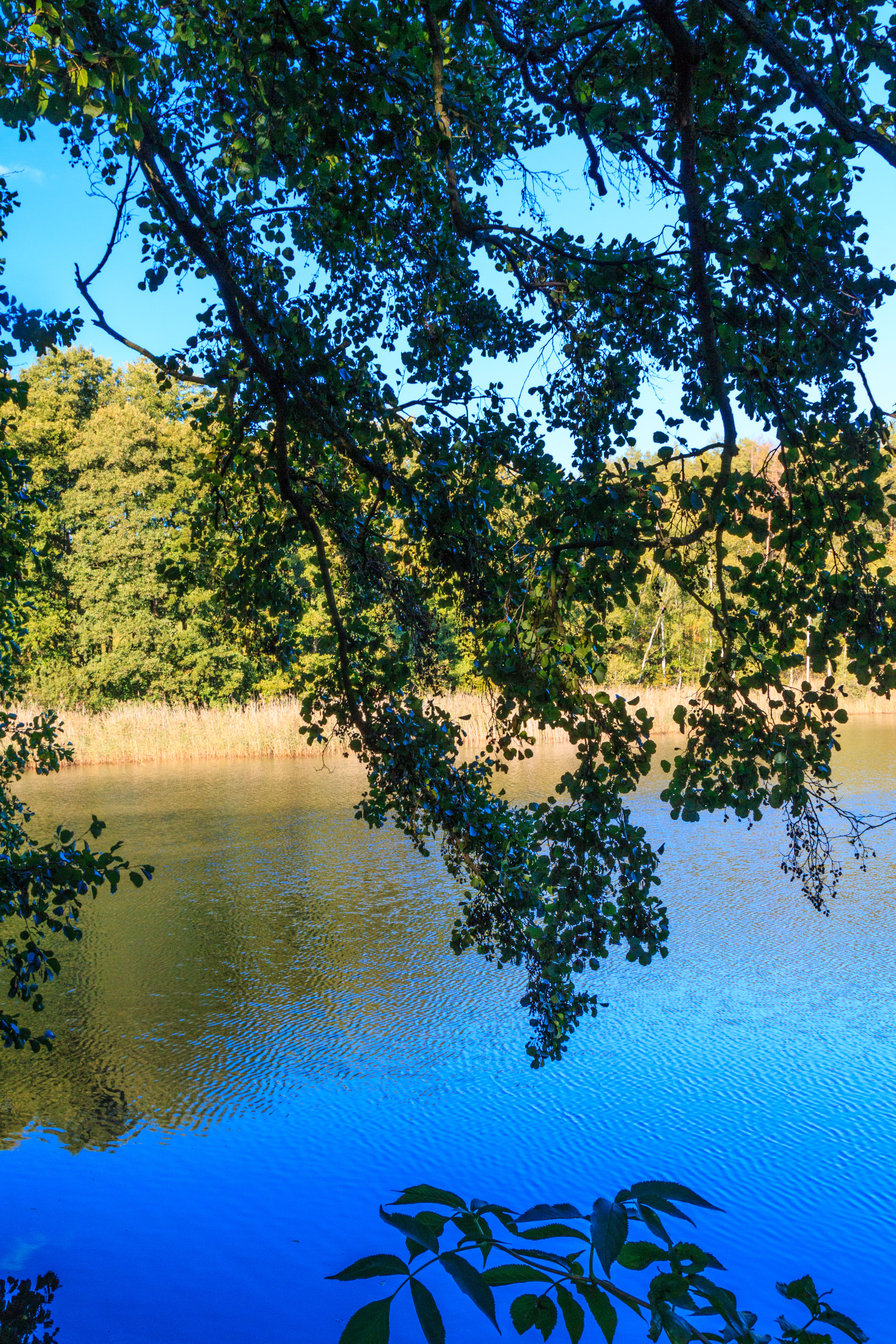
pohled na Janovský rybník
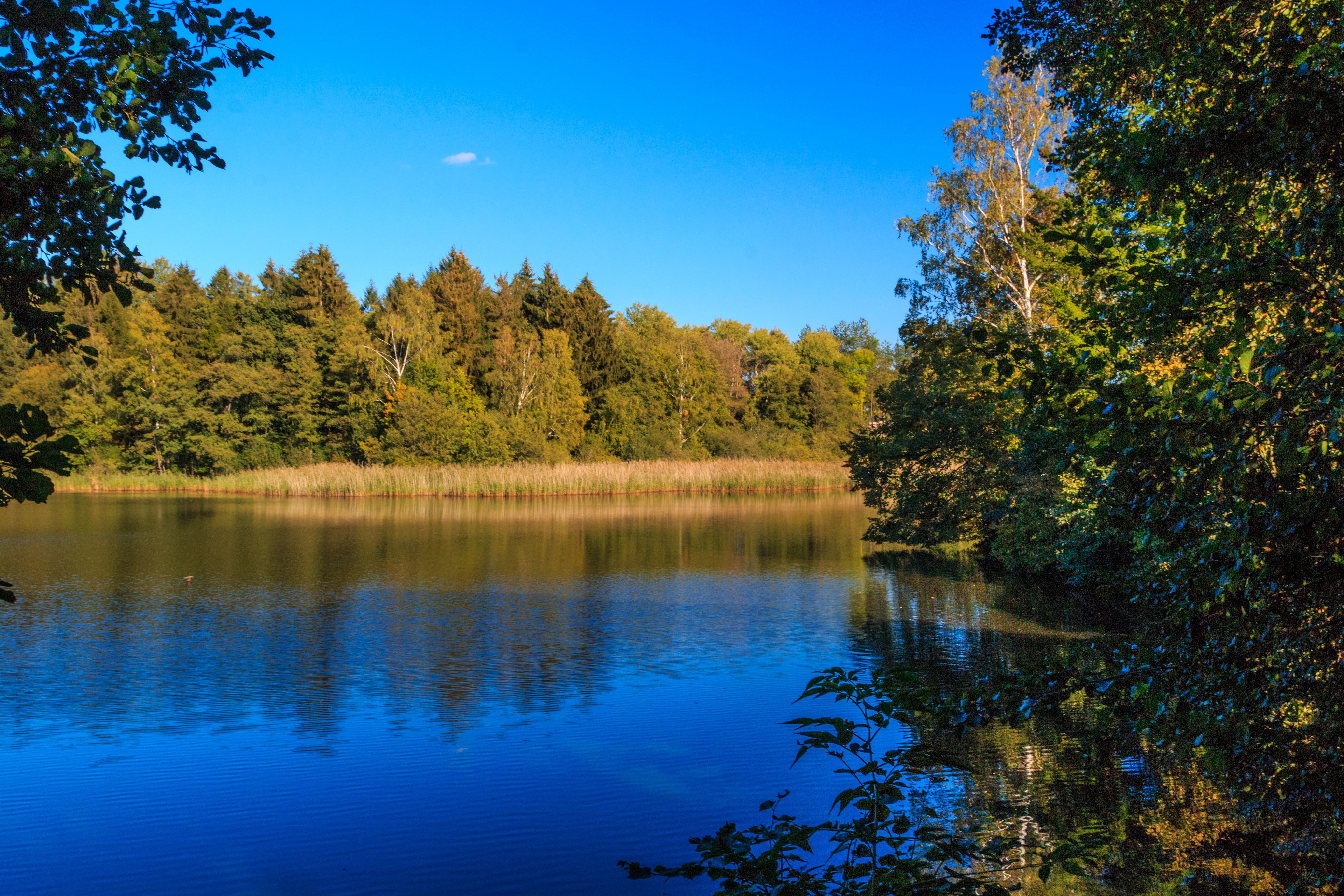
pohled na Janovský rybník
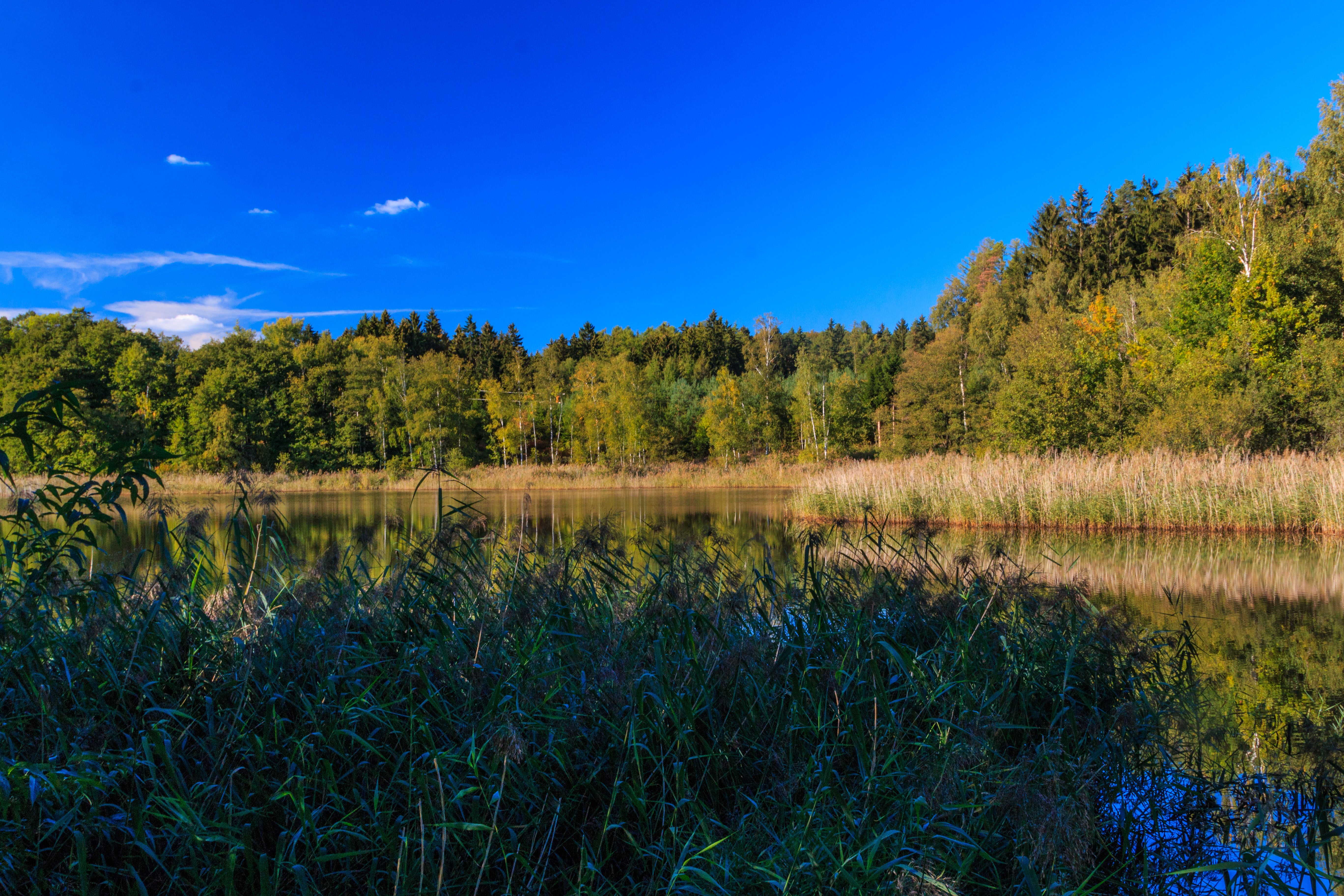
pohled na Janovský rybník